# Дейвідас Маргевічюс
Дейвідас Маргевічюс (26 квітня 1995) — литовський плавець.
Учасник Олімпійських Ігор 2016 року.